# Нове Залуче
Нове Залуче (пол. Nowe Załucze) — село в Польщі, у гміні Уршулін Володавського повіту Люблінського воєводства.
Населення — 103 особи (2011).
У 1975-1998 роках село належало до Холмського воєводства.

## Демографія
Демографічна структура станом на 31 березня 2011 року:
|          | Загалом | Допрацездатний вік | Працездатний вік | Постпрацездатний вік |
| -------- | ------- | ------------------ | ---------------- | -------------------- |
| Чоловіки | 57      | 18                 | 31               | 8                    |
| Жінки    | 46      | 8                  | 27               | 11                   |
| Разом    | 103     | 26                 | 58               | 19                   |